# Miguel Maldonado
Miguel Maldonado Torres (Murcia, 1986) es un realizador de televisión, presentador y humorista español.

## Biografía
Tras licenciarse en Historia del Arte por la Universidad de Murcia, se estableció en Madrid teniendo varios empleos. Comenzó trabajando en La tuerka como realizador tras estudiar en la Escuela de Cine Séptima Ars de Madrid, pasando más tarde a presentar la sección humorística La Tuerka News junto a Facu Díaz.
Desde 2016 al 2019 codirigió junto a Facu Díaz el programa teatral No te metas en política (NTMEP), con formato late night en directo en el Teatro del Barrio y emitido también a través de internet. NTMEP ha sido una sección del programa Al rojo vivo y de Hoy empieza todo, realizándose desde 2017 en el Teatro Kamikaze.
De 2018 a 2021 colaboró en Late motiv de Andreu Buenafuente, con una sección semanal, llegando a presentarlo durante ausencias de Buenafuente.
Entre 2020 y 2021 presentó, junto a Facu Díaz el podcast NTMEP, sucesor del programa No te metas en política.
Desde 2021, colabora con el programa matutino de Europa FM Cuerpos especiales, presentado por Eva Soriano e Iggy Rubín.
Como actor, ha aparecido en pequeños papeles en las series Vota Juan (2019), La reina del pueblo (2021) y Sin novedad (2021).
En 2023 comenzó el programa de radio Segunda acepción que presenta en la cadena SER junto con Ignatius Farray. Poco después, La 1 anunció su fichaje como colaborador del programa Vamos a llevarnos bien, dirigido por Ana Morgade. Ese mismo año Maldonado comenzó a presentar el podcast Quieto todo el mundo con Facu Díaz, y el podcast Sastre y Maldonado en la cadena SER con José Luis Sastre. Actualmente también colabora los domingos a las 11:30 en el programa de la Cadena Ser, A vivir que son dos días, dirigido por Javier del Pino, en una sección llamada Punto crítico, junto con Ignatius Farray.

## Vida personal
Disfémico desde niño. Es un conocido cinéfilo y divulgador artístico.

## Reconocimientos
En 2025 fue reconocido, junto con José Luis Sastre, en los Premios Ondas Globales del Podcast con el galardón a mejor videopodcast por su espacio Sastre y Maldonado.